# پیوند کلیه
پیوند کلیه (به انگلیسی: Kidney transplantation) یا پیوند رنال (به انگلیسی: Renal transplantation) عبارت است از کارگذاری کلیهٔ انسان از شخصی به شخص دیگر. یک پیوند موفق می‌تواند عمر فرد دریافت‌کننده را طولانی کند و کیفیت زندگی را بسیار بهبود ببخشد. بیمار از محدودیت‌های دیالیز و از تظاهرات برگشت‌پذیر اورمی خلاص می‌شود. نزدیک به ۹۰٪ از تمام بیماران در حالی پیوند کلیه را دریافت می‌کنند که کلیه‌های خودشان نیز سر جایشان قرار دارند.

## اندیکاسیونها
نارسایی غیرقابل بازگشت کلیوی در مراحل پیشرفته (GFR<15ml/min/1.73 sq.m) به هر دلیل مانند دیابت، فشارخون بالا، عفونت، بیماری کلیه پلی کیستیک، تروما و گلومرولواسکلروز فوکال سگمنتال (FSGS).

## چرا کلیه‌ها دچار مشکل می‌شوند؟
بیشتر بیماری‌های کلیوی به نفرونها که بخش‌های کوچک تصفیه‌کننده در کلیه‌ها هستند، حمله می‌کنند و قدرت تصفیه را از آن‌ها سلب می‌کنند. ویژگی نفرون‌ها این است که در اثر جراحت یا مسمومیت به سرعت آسیب می‌بینند. حال آن که بیشتر بیماری‌های کلیوی، نفرون‌ها را به آرامی از بین می‌برند و با پیشرفت آسیب در هر دو کلیه، پس از سالها و حتی دهه‌ها خود را نشان می‌دهند.
دیابت و فشار خون بالا، دوتا از دلایل عمدهٔ بروز بیماری‌های کلیوی هستند.

## موارد منع پیوند
به دلیل اینکه فرد گیرنده پس از دریافت پیوند از داروهای سرکوب سیستم ایمنی استفاده می‌کند افراد مبتلا به بیماری ایدز، هپاتیت B، سرطان و هم‌چنین افراد مبتلا به بیماری‌های عفونی نمی‌توانند شرایط دریافت پیوند کلیه را داشته باشند؛ زیرا سیستم ایمنی بدن بیماران مبتلا به ایدز به حد کافی تضعیف شده هست و بیماران مبتلا به سرطان یا هپاتیت B یا مبتلایان به عفونت فعال نیز در صورت سرکوب سیستم ایمنی، روند بیماری آنها تسریع خواهد شد؛ بنابراین انجام پیوند برای این افراد، بیشتر سبب کاهش عمرشان می‌شود. ضمن اینکه انجام عمل سنگین و پرهزینه برای بیمارانی که شانس بقای آنها ضعیف است، مقرون به صرفه نیست.

## روش عمل